# Coût, assurance et fret
Pour les articles homonymes, voir CAF et CIF.
L'expression coût, assurance et fret (CAF, anglais : Cost Insurance Freight, CIF) est un incoterm utilisé en comptabilité nationale pour désigner l'évaluation du coût d'un échange commercial.
Un échange commercial exprimé en CIF représente son prix comprenant les coûts nécessaires avec assurance à l'acheminement jusqu'à la frontière nationale du destinataire. Il est souvent utilisé pour exprimer le montant des importations dans le calcul du solde commercial.
Le montant coût, assurance et fret s'oppose au montant franco à bord.